# Adachi Morinaga
Adachi Morinaga (安達盛長, Morinaga Adachi) (1135 - 1200) era um samurai do clã Adachi que lutou junto com Minamoto no Yoritomo contra o clã Taira nas Guerras Genpei. Morinaga já tinha apoiado anteriormente Yoritomo quando este vivia no exílio na província de Izu. 
Morinaga foi o responsável pelo convencimento de Chiba Hirotsune e Chiba Tsunetane, principais líderes do Clã Chiba que governavam a Província de Shimōsa, para passar para o lado de Yoritomo (os Chiba descendiam dos Taira), e rapidamente se juntaram ao Gengi na Praia de Kaihatsu (na atual cidade de Kisarazu), liderando uma grupo de 3.000 samurais dos Clãs Chiba, Kasai, Toyota e Uranokami.
Com a morte de Yoritomo em 1192 , Morinaga fez parte do bakufu (governo militar) de Minamoto no Yoriie e em seguida, tornou-se um monge com o nome Rensai (蓮西)
Na época do Shōgun Sanetomo foi enviado para a China da Dinastia Sung para obter relíquias de Buda, e embora as relíquias que Morinaga obteve quase foram tiradas dele na corte do imperador chinês, finalmente conseguiu retornar ao Japão com o que conseguiu.
Após sua morte foi erguido um memorial no templo Jōdo-in.